# Johan Ludvig Hård
Johan Ludvig Hård, född 1719 i Stockholm, död den 21 augusti 1798 i Berlin, var en svensk greve och militär, samt general i preussisk tjänst.

## Bakgrund
Hård tillhörde den numera utgångna grevliga grenen Hård av släkten Hård af Segerstad. Han var son till generalen och riksrådet Carl Gustaf Hårdh (de skrev efternamnet olika), som också var den som upphöjdes till greve.
Hård slog sig liksom sin far in på den militära banan och kom att delta i flera krig i Europa. Hård var löjtnant och senare kapten vid Dalregementet, innan han sökte tillstånd att gå i utländsk tjänst. Han blev överste först i Holland (1747) och därefter i Sverige (1748). Som en av de ledande i Hovpartiets avslöjade sammansvärjning tvingades han att fly landet 1756 och tog tjänst hos Fredrik den store. Som preussisk överste deltog han i sjuårskriget, men tillfångatogs 1759 under en inspektionsritt i närheten av Lieberose omkring 85 kilometer sydost om Berlin. Efter två år på Peter Paul-fästningen i Sankt Petersburg frigavs han när den preussiskvänlige Peter III blev tsar i Ryssland.
Hård meddelades redan 1765 amnesti för sin inblandning i hovpartiets sammansvärjning men återvände aldrig i svensk tjänst, fast han var stundtals sändebud i politiska affärer mellan Sverige och Preussen. Istället stannade han i Fredrik den stores tjänst och blev sedermera generallöjtnant och guvernör i Spandau väster om Berlin. År 1780 tog han avsked från denna tjänst, troligen på grund av sympatier han hyste för Fredriks bror, prins Henrik, något som kungen uppfattade som illojalt. Han bosatte sig därefter i Paris, där han blev kvar till sin död. Gustav III erbjöd 1788 Hård att bli överbefälhavare för den svenska armén under Gustav III:s ryska krig, vilket Hård, med hänvisning till sin ålder, avböjde.
Hård var gift först med grevinnan Ulrika Wachtmeister, med vilken han på 1770-talet lät uppföra ett slott i Sacrow, nordost om Potsdam. Efter hennes död 1776 gifte han fem år senare om sig med grevinnan Sofia Dorotea Podewils, dotter till den tidigare preussiske utrikesministern Heinrich von Podewils. Genom giftermålet tillträdde han en egendom med slott i Gross Leuthen, som låg endast ett par mil från den plats där han drygt 20 år tidigare tillfångatagits.
Hård skrev Berättelse om Finska kriget som fördes åren 1741, 1742 och 1743; jämte de Nästföregående och Nästpåföljande Händelser i Sverige (tryckt i Stockholm 1789. Sitt liv skildrade Hård i Memoires d'un gentilhomme suédois, utgiven 1784.

## Galleri

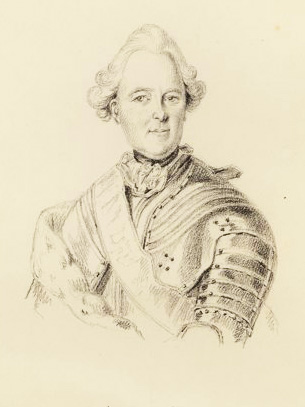
Teckning av Maria Röhl (1834)